# 大国主の神話
大国主の神話（おおくにぬしのしんわ）では、大国主についての日本神話の中で、因幡の白兎の説話の後のものを記す。

## あらすじ

### 八十神の迫害
大穴牟遅神（オオナムヂ、後の大国主）の兄神たちである八十神（ヤソガミ）は因幡国の八上比売（ヤガミヒメ）に求婚するが、ヤガミヒメはオオナムヂと結婚するといったため、八十神はオオナムヂを恨み、殺すことにした。オオナムヂを伯岐国の手前の山麓につれて来て、「赤い猪がこの山にいる。我々が一斉に追い下ろすから、お前は待ち受けてそれを捕えよ」と命令した。オオナムヂが待ち構えていると、八十神は猪に似た大石を火で焼いて転がし落とし、それを捕えようとしたオオナムヂは石の火に焼かれて死んでしまった。
オオナムヂの母親の刺国若比売（サシクニワカヒメ）は息子の死を悲しんで高天原に上り、神産巣日神（カミムスビ）に救いを求めた。カミムスビが遣わしたキサガイヒメ（𧏛貝比売）とウムギヒメ（蛤貝比売）の治療によりオオナムヂは生き返った。
オオナムヂの復活を知った八十神は、再度殺害を試みた。大木を切り倒して楔で割れ目を作り、そのなかにオオナムヂを入らせ、楔を引き抜いて打ち殺してしまった。母親は泣きながらオオナムヂを探して大木をみつけ、すぐに木を裂いて取り出して生き返らせた。母親は、「あなたはここにいたら、八十神に滅ぼされてしまうだろう」といい、木国の大屋毘古神（オオヤビコ）の所へ行かせた。
オオヤビコの所へ行くと、追ってきた八十神がオオナムヂの引き渡しを求めた。オオヤビコはオオナムヂを木の股を潜り抜けさせて逃がし、須佐之男命（スサノオ）のいる根の堅州国に向かうようにいった。

### 根の国訪問
根の国のスサノオの家で、オオナムヂはスサノオの娘の須勢理毘売命（スセリビメ）と出会い、二柱は一目惚れした。スセリビメが「とても立派な神が来られました」というので、スサノオはオオナムヂを呼び入れたが「ただの醜男ではないか。葦原色許男神（アシハラシコヲ）と言った方が良い。蛇の室（むろや）にでも泊めてやれ」と、蛇がいる室に寝させた。スセリビメは「蛇の比礼（ひれ：女性が、結ばずに首の左右から前に垂らすスカーフの様なもの）」を葦原色許男神（大国主）にさずけ、蛇が食いつこうとしたら比礼を三度振るよういった。その通りにすると蛇は鎮まったので、葦原色許男神は無事に一晩寝て蛇の室を出られた。次の日の夜、スサノオは葦原色許男神を呉公（ムカデ）と蜂がいる室で寝させた。スセリビメは「呉公と蜂の比礼」をさずけたので、葦原色許男神は無事にムカデと蜂の室を出られた。
スサノオは広い野原の中に射込んだ鳴鏑（なりかぶら）を拾うよう葦原色許男神に命じた。葦原色許男神が野原に入ると、スサノオは火を放って野原を焼き囲んだ。葦原色許男神が困っていると鼠が来て、「内はほらほら、外はすぶすぶ」（穴の内側は広い、穴の入り口はすぼまって狭い）といった。それを理解した葦原色許男神がその場を踏んでみると、地面の中に空いていた穴に落ちて隠れることができ、火をやり過ごせた。また，その鼠はスサノオが射た鳴鏑を咥えて持って来てくれた。スセリビメは葦原色許男神が死んだと思って泣きながら葬式の準備をした。スサノオは葦原色許男神の死を確認しに野原に出てみると、そこに矢を持った葦原色許男神が帰って来た。
スサノオは葦原色許男神を家に入れ、頭の虱を取るように言った。ところが、その頭にいたのはムカデであった。葦原色許男神は，スセリビメからもらった椋（むく）の実を噛み砕き、同じくヒメにもらった赤土を口に含んで吐き出していると、スサノオはムカデを噛み砕いているのだと思い、かわいい奴だと思いながら眠りに落ちた。
葦原色許男神はこの隙に逃げようと思い、スサノオの髪を部屋の柱に結びつけ、大きな石で部屋の入口を塞いだ。スサノオの生大刀と生弓矢、スセリビメの天詔琴を持ち、スセリビメを背負って逃げ出そうとした時、琴が木に触れて鳴り響いた。その音でスサノオは目を覚ましたが、その際に髪が結びつけられていた柱を引き倒してしまった。スサノオが柱から髪を解く間に、葦原色許男神は逃げることができた。
スサノオは、葦原中津国（地上）に通じる黄泉比良坂（よもつひらさか）まで葦原色許男神を追ったが、そこで止まって逃げる葦原色許男神に「お前が持つ大刀と弓矢で従わない八十神を追い払え。そしてお前が大国主、また宇都志国玉神（ウツシクニタマ）になって、スセリビメを妻として立派な宮殿を建てて住め。この野郎め」といった。葦原色許男神は出雲国へ戻って大国主となりスサノオから授かった太刀と弓矢を持って、八十神を山坂の裾に追い伏せ、また河の瀬に追い払い、全て退けた。そしてスセリビメを正妻にして、宇迦の山のふもとの岩の根に宮柱を立て、高天原に届く様な立派な千木（ちぎ）のある新宮を建てて住み、国づくりを始めた。
ヤガミヒメは本妻のスセリビメを恐れ、オオナムヂとの間に生んだ子を木の俣に刺し挟んで実家に帰った。

### 大国主の妻問い
八千矛神（ヤチホコ、大国主の別名）は高志国の沼河比売（ヌナカワヒメ）をめとろうと出かけ、歌をよみかわした。そのため、妻のスセリビメが大変嫉妬した。困惑したヤチホコは出雲国から大和国に逃れる際にスセリビメに歌をよむと、スセリビメは杯を捧げて留める歌を返した。二神は杯を交わし、今に至るまで鎮座している。

## 解説
- これらの説話は『古事記』、『先代旧事本紀』第4巻 地祇本紀にあるが『日本書紀』にはない。
- 比較神話：八十神の迫害と根の国訪問の説話は課題婚型と呼ばれる神話形式に該当し、世界各地に類話がみられる。オオナムヂが死んで母親の力で蘇生する話はフィンランドの叙事詩『カレワラ』と酷似しているとの指摘がある。これらの話を成人の通過儀礼を表すとする説もある[13]。
- 鳥取県西伯郡南部町にある赤猪岩神社では、オオナムヂを焼き潰したとされる大岩が祀ってある。
- カミムスビが遣わしたキサガイヒメは赤貝、ウムギヒメは蛤であり、赤貝の殻の粉を蛤汁で溶いて火傷に塗布したと考えられる[14]。これは後の石灰乳（Linimentum Calcis）に通じ、火傷の妥当な治療法であったと考えられる[15]。
- オオヤビコのいる「木国」（きのくに）は一般に紀伊国と解され、これを根拠に当時出雲と紀伊とに交流があったとされる。
- ヌナカワヒメという名前は越国頸城郡沼川郷にちなむ。新潟県糸魚川市にはヌナカワヒメを祀る奴奈川神社がある。